# 比較過失
比較過失（英語：comparative negligence）、或指在美國之外所稱的非絕對助成過失，是一種部分性的法律辯護、即根據原告自己的疏忽所導致的損害程度，減少了原告基於過失索賠所能獲得的賠償金額；反之即減少被告所應承擔的賠償份額。辯護主張時，通常是陪審團的事件調查人員必須決定原告的過失程度、以及所有其他相關行為人他們所造成原告損害的共同過失。比較過失是對助成過失原則的一種修改，如果都是原告的疏忽造所成的甚至是最低限度的損失、即不允許原告的任何追償。

## 外部連接
- 比較過失、共同過失或混合過失原則 （页面存档备份，存于）